# Josep Maria Bernils i Mach
Josep Maria Bernils i Mach (Figueres, 16 d'agost de 1929 – 30 de juny de 2011) va ser un historiador català, cronista oficial de la ciutat de Figueres.
És autor d'una quarantena de llibres i centenars d'articles sobre la història local de Figueres i altres municipis empordanesos. Les seves investigacions sobre la capital de l'Alt Empordà en la segona meitat del segle xx són imprescindibles per l'aprofundiment del seu estudi.
Va cursar estudis de magisteri a l'Escola Normal de Mestres de Girona (1949). Treballà a l'Ajuntament de Figueres (1946-1993) i fou administrador de l'Hospital de Figueres. Membre de l'Institut d'Estudis Empordanesos, va actuar-hi com a secretari (1975-1992) i com a vicepresident (1992-2007).
El seu primer treball periodístic fou una entrevista al pintor Ramon Reig realitzada el 1947. Col·laborador habitual dels Annals de l'Institut d'Estudis Empordanesos, fou membre fundador de la revista Canigó en la seva primera època (1954-1960) i fundador i redactor en cap del Setmanari l'Empordà (1978-1982), va publicar en aquestes i la resta de revistes i diaris locals, com Ampurdán i Vida parroquial, Hora Nova, Revista de Girona i Diari de Girona.
A part d'una prolífica producció en articles de temàtica històrica local, és autor d'una quarantena de monografies, com la cèlebre Figueras: cien años de ciudad (1975), Episodis de la segona república a Figueres (1981), Fira de Santa Creu a Figueres (1976), Figueres (1977), La guerra civil a Figueres: 1936-1939 (1986), Institut Ramon Muntaner de Figueres, 150 anys (1989), Hospital de Figueres, 660 anys d'història (1993), etc. Dins la col·lecció “Quaderns de la Revista de Girona” va publicar les monografies dedicades a Cabanes, Darnius i Vilafant.
Va rebre diversos guardons i reconeixement dels seus treballs historiogràfics i periodístics locals, com el Premi Castell de Peralada (1967), el Premi Ciutat de Figueres de la Societat Coral Erato (1975 i 1976), o Sant Jordi del Col·legi de Periodistes de Catalunya (1995). L'any 1989 va ser nomenat cronista oficial de Figueres. El 2010 va ser distingit amb el títol de Ciutadà d'Honor de Figueres.
Bernils, que en el moment del seu traspàs era vidu de Maria Antonia Vozmediano Palomeras, deixà dos fills: Marian, i el periodista Josep Maria Bernils i Vozmediano.